# Stella (sport)
La stella è un simbolo utilizzato nello sport, in particolare negli sport di squadra, per indicare le vittorie di particolari competizioni; tale uso va distinto da quello araldico negli stemmi di alcuni club. Le stelle possono essere indossate sulla maglia esternamente allo stemma societario o essere incluse in esso. Talvolta sono concesse regolamentarmente da una associazione nazionale, altre volte sono dovute a una decisione ad hoc della società che le adotta.
Il primo caso registrato nella storia dello sport di «stella» atta a simboleggiare, sopra le divise da gioco, la vittoria di un trofeo, accadde nel campionato italiano di calcio di Serie A, quando la Juventus, in seguito a una delibera dell'allora organizzatrice Lega Nazionale, introdusse nella stagione 1958-59 una stella d'oro a cinque punte in valenza del decimo titolo italiano vinto, allora il nuovo record nazionale. L'accoglienza di quel simbolo da parte della comunità sportiva fu positiva al punto che l'uso fu esteso ad altre discipline e anche negli e-sports.

## Calcio

### Squadre "stellate" nel calcio europeo

#### Albania
In Albania sono tre le squadre che hanno raggiunto il traguardo minimo dei 10 titoli nazionali per avvalersi del diritto di cucirsi la stella sulla maglia e tutte e tre hanno sede nella capitale Tirana.
Al 2023 le squadre che possiedono le stelle sono:
- Tirana (1969-1970 e 2002-2003) 26 titoli nazionali
- Dinamo City (1974-1975) 18 titoli nazionali
- Partizani Tirana (1962-1963) 16 titoli nazionali

#### Austria
In Austria il Rapid Vienna e l'Austria Vienna portano rispettivamente 3 e 2 stelle per i loro rispettivi 32 e 24 titoli nazionali. Il Salisburgo, pur avendo vinto il decimo titolo nel 2016, decise di fregiarsi della stella a partire dal 2019. Il Wacker Innsbruck, invece, raggruppando la tradizione delle distinte società calcistiche della capitale tirolese (che vinsero totalmente 10 campionati), si fregiò di 1 stella alla sua nascita, nel 2002.
Al 2023 le squadre che possiedono le stelle sono:
- Rapid Vienna (1929-1930, 1955-1956 e 1995-1996) 32 titoli nazionali
- Austria Vienna (1969-1970 e 1991-1992) 24 titoli nazionali
- Salisburgo (2015-2016) 17 titoli nazionali
- Wacker Innsbruck (2002) 10 titoli nazionali

#### Azerbaigian
Nel campionato azero, istituito nel 1992 dopo la dissoluzione dall'URSS, tutte le squadre che hanno conquistato almeno un titolo hanno diritto alla stella, al decimo hanno diritto alla seconda stella, al ventesimo la terza e così via.
Con la vittoria del campionato 2022-2023, la formazione del Qarabağ raggiunge per la prima volta l'obiettivo della seconda stella, essendo risultata vincitrice di 10 (ora diventati 11) titoli nazionali.
- Qarabağ (2016-2017 e 2022-2023) 11 titoli nazionali azeri
- Neftçi Baku (2004-2005) 9 titoli nazionali azeri

#### Belgio
Nella Jupiler Pro League, la massima divisione del Campionato belga di calcio, la stella rappresenta la vittoria di 10 titoli nazionali.
Al 2023 le squadre che possiedono la stella sono:
- Anderlecht (1963-1964, 1986-1987 e 2009-2010) 34 titoli nazionali
- Club Bruges (1995-1996) 18 titoli nazionali
- Union Saint-Gilloise (1933-1934) 11 titoli nazionali
- Standard Liegi (2008-2009) 10 titoli nazionali

#### Bielorussia
Nel campionato bielorusso, tutte le squadre che hanno conquistato almeno tre titoli hanno diritto alla stella, al decimo hanno diritto alla seconda stella, al quindicesimo la terza e così via. Solo la formazione del Bate Borisov sfoggia tre stelle, avendo vinto 15 campionati:
- BATĖ Borisov (2008, 2013 e 2018) 15 titoli nazionali
- Dinamo Minsk (1995) 7 titoli nazionali

#### Bulgaria
Nel campionato bulgaro di calcio, le squadre hanno diritto a sfoggiare la stella sulla propria maglia ogni 10 titoli nazionali e quelle che sono riuscite a raggiungere tale privilegio sono:
- CSKA Sofia (1959-1960, 1979-1980 e 2004-2005) 31 titoli nazionali
- Levski Sofia (1967-1968 e 1994-1995) 26 titoli nazionali
- Ludogorec (2020-2021) 11 titoli nazionali

#### Cipro
Le squadre cipriote si dotano di una stella ogni dieci campionati vinti. Al momento le formazioni che indossano le stelle sono tre:
- APOEL (1964-1965 e 2008-2009) 28 titoli nazionali
- Omonia (1980-1981 e 2009-2010) 21 titoli nazionali
- Anorthōsis (1998-1999) 13 titoli nazionali

#### Croazia
A partire dal 1991, anno di istituzione del campionato croato di calcio, la Dinamo Zagabria è l'unica società ad aver adottato la stella dopo la conquista del 10º titolo nazionale:
- Dinamo Zagabria (2007-2008 e 2018-2019) 24 titoli nazionali croati

#### Danimarca
Le società danesi vincitrici di 5 titoli della Superligaen, la massima divisione del campionato danese di calcio, hanno adottato 1 stella per indicare le proprie vittorie.
Al 2023 le squadre danesi che possiedono la stella sono:
- Copenaghen (2005-2006, 2012-2013 e 2022-2023) 15 titoli nazionali
- KB (1921-1922, 1948-1949 e 1980) 15 titoli nazionali
- Brøndby (1991 e 2004-2005) 11 titoli nazionali
- B.93 (1933-1934) 9 titoli nazionali
- AB (1944-1945) 9 titoli nazionali
- B 1903 (1969) 7 titoli nazionali
- Frem (1940-1941) 6 titoli nazionali
- Esbjerg (1979) 5 titoli nazionali
- Vejle (1984) 5 titoli nazionali
- Aarhus (1986) 5 titoli nazionali

#### Estonia
A partire dal 1991, anno di istituzione del campionato estone di calcio a seguito della dissoluzione dall'URSS, sono due le società ad aver adottato sulla propria divisa da gioco, una stella dopo la conquista del 5º titolo nazionale:
- Flora Tallinn (2001, 2015 e 2023) 15 titoli nazionali estoni
- Levadia Tallinn (2007 e 2021) 10 titoli nazionali estoni

#### Fær Øer
Nelle Isole Fær Øer la vittoria di dieci campionati consente di ottenere una stella. Al momento le squadre che posseggono le stelle sono:
- HB Tórshavn (1978 e 2009) 24 titoli nazionali
- KÍ Klaksvík (1966 e 2022) 20 titoli nazionali
- B36 Tórshavn (2014) 11 titoli nazionali

#### Finlandia
L'HJK Helsinki è l'unica squadra finlandese a potersi fregiare di tre stelle, grazie ai 32 campionati vinti:
- HJK (1964, 2002, 2020)

#### Francia
In Francia il Saint-Étienne si fregia di 1 stella tricolore, mentre il Paris Saint-Germain si fregia di una stella sulla manica per ricordare 10 dei 13 campionati nazionali vinti:
- Paris Saint-Germain (2021-22) 13 titoli nazionali
- Saint-Étienne (1980-81) 10 titoli nazionali

Dal 1993 invece l'Olympique de Marseille si fregia di una stella per la vittoria della Champions League, nonostante abbia vinto solo 9 campionati nazionali.
- Olympique Marsiglia (1992-93) 9 titoli nazionali

#### Germania

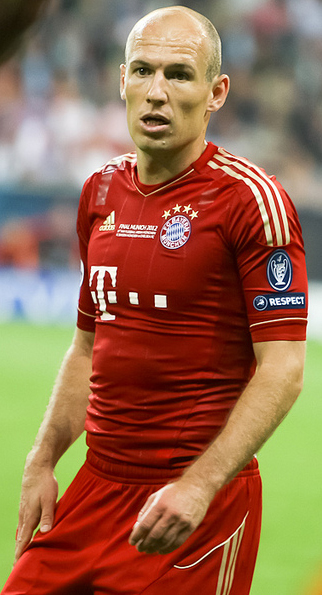
Le quattro stelle sopra lo stemma del Bayern Monaco, ottenute alla vittoria del ventesimo titolo

Nel 2004 la Deutsche Fußball Liga, che gestisce i primi due livelli della Fußball-Bundesliga, introdusse il Verdiente Meistervereine (letteralmente Riconoscimento per squadre vincitrici), concedendo alle squadre il diritto di fregiarsi di 1, 2, 3, 4 o 5 stelle a seconda che avessero vinto 3, 5, 10, 20 o 30 titoli; i titoli considerati sono solo quelli della Bundesliga, escludendo dunque quelli antecedenti alla sua istituzione nel 1963 e quelli della DDR-Oberliga.
Le società che possono fregiarsi di stelle sono:
- Bayern Monaco (1972-1973, 1979-1980, 1988-1989, 2007-2008 e 2020-2021) 33 titoli nazionali
- Borussia M'gladbach (1974-1975 e 1976-1977) 5 titoli nazionali
- Borussia Dortmund (2001-2002 e 2011-2012) 8 titoli nazionali
- Amburgo (1982-1983) 6 titoli nazionali
- Werder Brema (1992-1993) 4 titoli nazionali
- Stoccarda (2006-2007) 5 titoli nazionali

La Dinamo Berlino iniziò unilateralmente a indossare tre stelle a indicare i dieci titoli della Germania Est vinti; allora, nel novembre 2005, la Deutscher Fußball-Bund (la Federazione calcistica della Germania, che gestisce i campionati al di fuori della Bundesliga) decise di permettere ai vincitori di titoli che non giocano nelle prime due serie di indossare una sola stella con inscritto il numero di titoli vinti. Nel 2007 la Dinamo Berlino ha adottato la singola stella col numero 10 inscritto.

#### Grecia
In Grecia l'Olympiacos, grazie alla vittoria di 47 scudetti, sfoggia 4 stelle sul petto. Dal 2024 si fregia di una quinta stella per la vittoria della UEFA Europa Conference League. Il Panathīnaïkos e l'AEK Atene, pur avendo vinto rispettivamente 20 e 12 titoli, non sfoggiano nessuna stella.
Al 2023 le squadre che possiedono le stelle sono:
- Olympiacos (1953-1954, 1974-1975, 2000-2001, 2012-2013 e 2023-2024)

#### Irlanda
In Irlanda la vittoria di dieci campionati consente di ottenere una stella. Al momento le squadre che posseggono le stelle sono:
- Shamrock Rovers (1963-1964, 2022) 20 titoli nazionali
- Shelbourne (2001-2002) 13 titoli nazionali
- Bohemians (2008) 11 titoli nazionali
- Dundalk (2014) 14 titoli nazionali

#### Irlanda del Nord
Nel campionato nord irlandese sono tre le squadre che potenzialmente potrebbero indossare le stelle ogni dieci campionati vinti: il Linfield (56), il Glentoran (23) e il Belfast Celtic (14). I "blue" hanno deciso di rispettare la tradizione, i verdi del Glentoran e i bianco-verdi del Belfast Celtic al momento temporeggiano:
- Linfield (1908-1909, 1953-1954, 1974-1975, 1988-1989 e 2010-2011)

#### Islanda
In Islanda la vittoria di cinque campionati consente di ottenere una stella. 
Al 2023 le squadre che posseggono le stelle sono:
- KR Reykjavík (1928, 1941, 1955, 1968 e 2011) 27 titoli nazionali
- Valur (1937, 1944, 1976 e 2007) 23 titoli nazionali
- Fram Reykjavík (1917, 1925 e 1972) 18 titoli nazionali
- ÍA Akraness (1958, 1977 e 1994) 18 titoli nazionali
- FH Hafnarfjörður (2009) 8 titoli nazionali
- Víkingur (1991) 7 titoli nazionali

#### Israele
In Israele le squadre possono esibire una stella ogni cinque campionati nazionali conquistati, ma il Maccabi Haifa ne espone solo una perché conteggia una stella ogni dieci campionati vinti:
- Maccabi Tel Aviv (1949-1950, 1966-1968, 1991-1992, 2013-2014 e 2023-2024) 25 titoli nazionali
- Maccabi Haifa (1993-1994, 2005-2006 e 2022-2023) 15 titoli nazionali
- Hapoel Tel Aviv (1965-1966 e 1985-1986) 11 titoli nazionali
- Beitar Gerusalemme (2006-2007) 6 titoli nazionali
- Hapoel Petah Tiqwa (1965-1966) 6 titoli nazionali
- Maccabi Netanya (1982-1983) 5 titoli nazionali
- Hapoel Be'er Sheva (2017-2018) 5 titoli nazionali

#### Italia

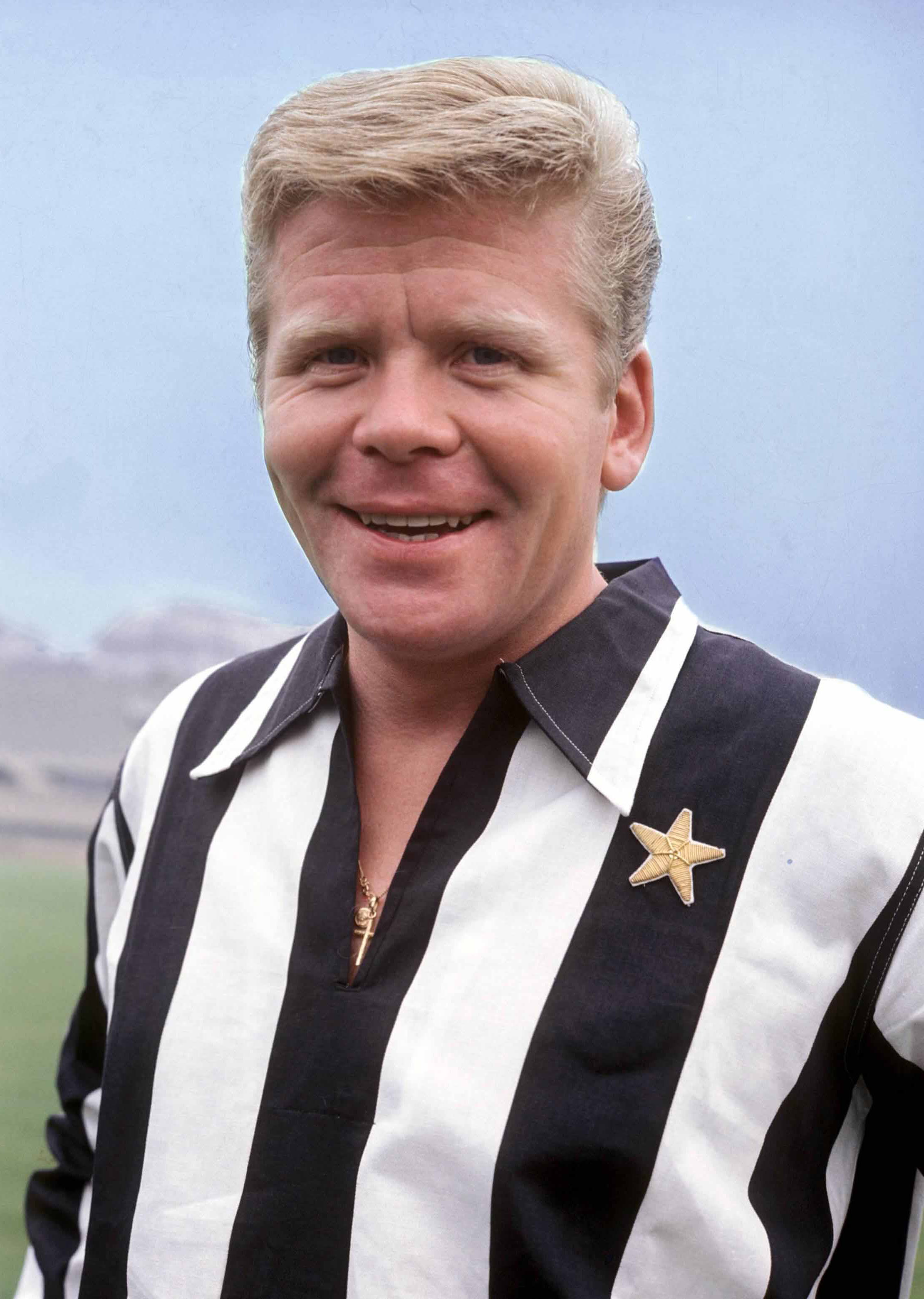
La stella sulla maglia della nella seconda metà degli anni 60.

Stelle e scudetto sulla canotta dell' nella stagione 1996-1997

Nel maggio 1958, periodo in cui la Juventus diventò la prima squadra a vincere 10 campionati di Serie A, stabilendo quello che all'epoca era un primato nazionale, l'allora presidente della società Umberto Agnelli propose alla Lega Nazionale di apporre sulle casacche juventine un simbolo celebrativo del traguardo raggiunto. Ispirata dalla Stella al merito sportivo, un'onorificenza conferita dal Comitato olimpico nazionale italiano (CONI) dal 1933, la Lega inoltrò la richiesta al Consiglio Federale della FIGC, che con una delibera del maggio 1958 stabilì la creazione di un «distintivo particolare» per i club che avessero conquistato 10 titoli nazionali:
(Delibera FIGC, 3 maggio 1958)
Due mesi dopo, il 10 luglio, il Direttivo della Lega decise che quel distintivo avrebbe avuto la forma di una «stella»:
(Direttivo Lega Nazionale, 10 luglio 1958)
Da quel momento in avanti, i club italiani possono fregiarsi per prassi di una stella ogni 10 campionati conquistati. L'emblema del riconoscimento è una stella giallo-oro a cinque punte, cucita sulla maglia; a differenza di altri simboli del calcio italiano quali scudetto e coccarda, che vengono portati solo quando una squadra è campione in carica, le stelle restano per sempre sulla divisa della formazione che le conquista. Tale simbolo fu giudicato in modo positivo dalla comunità sportiva e, in modo analogo a quanto accaduto con altri simboli quali lo scudetto e la coccarda tricolore, il suo uso fu esteso alle altre discipline sportive nel Paese.
Le società calcistiche italiane titolari di stelle sono:
- Juventus (1957-1958, 1981-1982 e 2013-2014); 36 titoli nazionali
- Inter (1965-1966 e 2023-2024); 20 titoli nazionali
- Milan (1978-1979); 19 titoli nazionali

Da notare che, nonostante l'iter precedentemente citato, l'utilizzo della stella nel calcio italiano non è disciplinato da alcuna prescrizione sportiva specifica. Il Regolamento delle divise da gioco, predisposto a normare in materia, non cita alcun precetto in merito: l'articolo 10 prevede solo che le maglie dei club debbano ricevere una «preventiva approvazione» da parte della Lega, avendo essa «la facoltà di segnalare eventuali violazioni di regolamenti o disposizioni federali ai competenti organi di giustizia», mentre l'articolo 1 si limita a definire, molto genericamente, come «vietato» tutto ciò che non è regolato in maniera manifesta. In definitiva, pur essendoci stato alla base un procedimento formalizzato attraverso alcune delibere, esso in seguito non è mai stato recepito dalla normazione sportiva.
Dopo la conquista da parte della Juventus del campionato 2011-2012 è sorta una polemica tra la società juventina e i vertici del calcio italiano circa la possibilità di sfoggiare tre stelle sulle maglie bianconere: il club torinese considera infatti lo scudetto vinto nell'occasione come il suo trentesimo titolo italiano, inserendo nel proprio computo anche i successi del 2004-2005 e 2005-2006, rispettivamente revocato e non assegnato dalla Lega a seguito dello scandalo Calciopoli. La Juventus ha quindi temporaneamente deciso, dalla stagione 2012-2013 a quella 2014-2015, di non esporre nessuna stella sulle proprie divise, per poi iniziare a sfoggiare tre stelle dalla stagione 2015-2016, a seguito della sopravvenuta vittoria di quello che risulta il trentesimo scudetto anche per l'albo d'oro federale.
Le altre squadre in Italia che possono sfoggiare le stelle sulla propria maglia sono l'Inter, che nella stagione 2023-2024 ha conquistato il suo ventesimo scudetto e che quindi può esibire due stelle sulla maglia nerazzurra, e il Milan, che espone una stella sulla divisa rossonera per i suoi diciannove titoli nazionali.

#### Kazakistan
A partire dal 1992, anno di istituzione del campionato kazako di calcio a seguito della dissoluzione dall'URSS, sono cinque le società ad aver adottato sulla propria divisa da gioco, una stella dopo la conquista del 3º titolo nazionale:
- Astana (2016 e 2019) 7 titoli nazionali kazaki
- Aqtöbe (2008) 5 titoli nazionali kazaki
- Elimaı (1998) 3 titoli nazionali kazaki
- Jeñis (2006) 3 titoli nazionali kazaki
- Qairat (2020) 3 titoli nazionali kazaki

L'Ertis diversamente dalle altre squadre ha deciso di non indossare una stella, ma di omaggiare i suoi 5 campionati vinti all'interno del proprio logo, una stella per ognuno.

#### Lettonia
A partire dal 1991, anno di istituzione del campionato lettone di calcio a seguito della dissoluzione dall'URSS, il Ventspils, a partire dal 2016, anno del fallimento della più blasonata e titolata Skonto Riga, che vanta nel proprio palmares ben 15 titoli nazionali (di cui 14 conquistati consecutivamente dal 1991 al 2004), è rimasta l'unica società ad aver adottato sulla propria divisa da gioco, una stella ogni 5º titolo nazionale conquistato:
- Ventspils (2013) 6 titoli nazionali lettoni

#### Lituania
A partire dal 1991, anno di istituzione del campionato lituano di calcio a seguito della dissoluzione dall'URSS, il Žalgiris è l'unica società ad aver adottato una stella dopo la conquista del 10º titolo nazionale:
- Žalgiris (2022) 10 titoli nazionali lituani

#### Lussemburgo
In Lussemburgo ogni stella rappresenta 10 titoli conquistati. Al momento le uniche due squadre che possono fregiarsi di tale onorificenza sono:
- Jeunesse Esch (1967-1968 e 1986-1987) 28 titoli nazionali
- F91 Dudelange (2011-2012) 16 titoli nazionali

#### Macedonia del Nord
A partire dal 1992, anno in cui la Macedonia del Nord ha ottenuto l'indipendenza dalla Jugoslavia e ha fondato la Prva makedonska fudbalska liga, la massima divisione del campionato macedone di calcio, l'unica squadra ad aver ottenuto il privilegio di adottare una stella per indicare ogni 10 titoli nazionali conquistati è stata il Vardar.
- Vardar (2016-2017) 11 titoli nazionali macedoni

#### Malta
Seguendo l'uso italiano, le squadre maltesi sono autorizzate ad apporre sul proprio stemma una stella ogni dieci campionati vinti. Al 2024 le formazioni che indossano le stelle sono cinque:
- Sliema Wanderers (1938-39 e 1971-72) 26 titoli nazionali
- Floriana (1930-31 e 1967-68) 26 titoli nazionali
- Valletta (1977-78 e 2010-11) 25 titoli nazionali
- Hibernians (2008-09) 13 titoli nazionali
- Ħamrun Spartans (2023-24) 10 titoli nazionali

#### Moldavia
A partire dal 1991, anno di istituzione del campionato moldavo di calcio a seguito della dissoluzione dall'URSS, lo Sheriff Tiraspol è l'unica società ad aver adottato una stella e due stelle a seguito della conquista del 10º e del 20º titolo nazionale:
- Sheriff Tiraspol (2009-2010 e 2021-2022) 21 titoli nazionali moldavi

#### Norvegia
In Norvegia la vittoria di dieci campionati dà diritto alla stella. Al momento solo il Rosenborg è riuscito nell'impresa e può sfoggiare due stelle grazie ai suoi 26 titoli nazionali:
- Rosenborg (1995 e 2006)

#### Paesi Bassi
Anche la Eredivisie, la prima divisione del campionato olandese di calcio, utilizza un sistema di stelle a partire dalla stagione 2007-08. L'innovazione è stata proposta dal PSV in occasione della vittoria del ventesimo titolo nel 2007. L'Ajax indossa 3 stelle (la terza conquistata nel 2011) avendo conquistato 36 campionati, il PSV ne sfoggia 2 avendo vinto il campionato 25 volte, mentre il Feyenoord e l'HVV hanno 1 stella per i loro 16 e 10 titoli.
Al 2024 le squadre che possiedono la stella sono:
- Ajax (1959-1960, 1981-1982 e 2010-2011): 36 titoli nazionali
- PSV (1987-1988 e 2006-2007): 25 titoli nazionali
- Feyenoord (1970-1971): 16 titoli nazionali
- HVV (1913-1914): 10 titoli nazionali

#### Polonia
In Polonia ogni dieci campionati vinti si può indossare una stella. Al momento le squadre che possono farlo sono quattro:
- Legia Varsavia (2013-2014) 15 titoli nazionali
- Ruch Chorzów (1967-1968) 14 titoli nazionali
- Górnik Zabrze (1971-1972) 14 titoli nazionali
- Wisła Cracovia (2004-2005) 13 titoli nazionali

#### Portogallo
Il Benfica è l'unica squadra portoghese a indossare 3 stelle sulla maglia, rappresentanti i 38 campionati vinti:
- Benfica (1959-1960, 1972-1973 e 1993-1994)

Il Porto, che ha vinto 30 campionati, e lo Sporting Lisbona, che ha vinto 21 campionati, hanno deciso di non indossare stelle nonostante potrebbero indossarne rispettivamente tre e due.

#### Repubblica Ceca
In Cechia le squadre che vincono dieci campionati, compresi i vecchi campionati cecoslovacchi, hanno diritto a indossare la stella.
Al 2023 le squadre ceche che si fregiano della stella sono:
- Sparta Praga (1943-1944, 1987-1988 e 1999-2000) 37 titoli nazionali (24 cecoslovacchi e 13 cechi)
- Slavia Praga (1939-1940, 2019-2020) 21 titoli nazionali (14 cecoslovacchi e 7 cechi)
- Dukla Praga (1978-1979) 11 titoli nazionali cecoslovacchi

#### Romania
Nel campionato rumeno di calcio la Steaua Bucarest ha 2 stelle per i suoi 26 titoli, seguita dalla Dinamo Bucarest con 1 stella per i suoi 18 titoli.
Al 2023 le squadre che possiedono la stella sono:
- Steaua Bucarest (1984-1985 e 1997-1998)
- Dinamo Bucarest (1981-1982)

#### Russia
In Russia le squadre che vincono cinque campionati, compresi i vecchi campionati sovietici, hanno diritto a indossare la stella.
Al 2023 le squadre russe che si fregiano della stella sono:
- Spartak Mosca (1953, 1979, 1994 e 2000) 22 titoli nazionali (12 sovietici e 10 russi)
- Dinamo Mosca (1949 e 1963) 11 titoli nazionali
- Zenit San Pietroburgo (2014-2015 e 2022-2023) 10 titoli nazionali (1 sovietico e 9 russi)

Nonostante i 13 titoli nazionali complessivi (7 sovietici e 6 russi) il CSKA Mosca non indossa le due stelle che potrebbe sfoggiare.

#### Scozia
Nel 2003 i Rangers hanno esposto 5 stelle sopra il distintivo delle loro maglie a simboleggiare la vittoria del loro 50º scudetto.
Al 2023 le società scozzesi assegnatarie delle stelle sono:
- Rangers (1919-1920, 1932-1933, 1956-1957, 1989-1990 e 2002-2003) 55 titoli nazionali

Il Celtic anche se ha vinto 54 campionati e potrebbe sfoggiare anch'esso 5 stelle, ne ha sulla maglia solo una indicante la vittoria in Coppa dei Campioni 1966-1967, anno in cui i cattolici di Glasgow hanno conquistato il treble. L'Aberdeen ha vinto solo quattro campionati ma ha deciso, dalla stagione 2005-2006, di indossare due stelle indicanti le vittorie europee del 1983 in Coppa delle Coppe e Supercoppa UEFA.
- Celtic (1966-67)
- Aberdeen (1982-83)

#### Serbia
Tra campionati jugoslavi e serbi solo Stella Rossa e Partizan indossano le stelle (rispettivamente tre e due) a indicare i campionati vinti durante la loro storia:
- Stella Rossa (1969-1970, 1994-1995 e 2018-2019) 31 titoli nazionali (19 jugoslavi, 5 di Serbia e Montenegro e 8 serbi)
- Partizan (1985-1986 e 2007-2008) 27 titoli nazionali (11 jugoslavi, 8 di Serbia e Montenegro e 8 serbi)

#### Slovacchia
Dopo la Dissoluzione della Cecoslovacchia, sono due le società che disputano il campionato slovacco di calcio che si fregiano della stella per rappresentare la conquista di 5 titoli nazionali.
Al 2023 le squadre slovacche che possiedono la stella sono:
- Slovan Bratislava (2008-2009 e 2019-2020) 12 titoli nazionali slovacchi e 8 titoli nazionali cecoslovacchi
- Žilina (2003-2004) 7 titoli nazionali slovacchi

#### Slovenia
A partire dal 1991, anno di istituzione del campionato sloveno di calcio, il Maribor è l'unica società ad aver adottato una stella dopo la conquista del 10º titolo nazionale:
- Maribor (2011-2012) 16 titoli nazionali

#### Svezia
A partire dal 2006, le società vincitrici di 10 titoli del campionato svedese di calcio, hanno adottato 1 stella per indicare le proprie vittorie.
Al 2023 le squadre svedesi che possiedono la stella sono:
- Malmö FF (1974 e 2017) 22 titoli nazionali
- IFK Göteborg (1984) 18 titoli nazionali
- IFK Norrköping (1962) 13 titoli nazionali
- Örgryte (1909) 12 titoli nazionali
- AIK (1998) 12 titoli nazionali
- Djurgården (2003) 12 titoli nazionali

#### Svizzera
Anche in Svizzera viene assegnata la stella ai club che hanno conquistato il campionato per dieci volte.
Al 2023 le società svizzere assegnatarie delle stelle sono:
- Grasshoppers (1938-1939 e 1983-1984) 27 titoli nazionali
- Basilea (2003-2004 e 2016-2017) 20 titoli nazionali
- Young Boys (1959-1960) 17 titoli nazionali
- Servette (1945-1946) 17 titoli nazionali
- Zurigo (2005-2006) 13 titoli nazionali

#### Turchia
A partire dal 2000, la vittoria di 5 titoli della Süper Lig turca dà diritto a indossare una stella.
Al 2023 le squadre turche che possiedono la stella sono:
- Galatasaray (1971-1972, 1993-1994, 2001-2002, 2014-2015 e 2024-2025) 25 titoli nazionali
- Fenerbahçe (1967-1968, 1982-1983 e 2003-2004) 19 titoli nazionali
- Beşiktaş (1966-1967, 1991-1992 e 2016-2017) 16 titoli nazionali
- Trabzonspor (1980-1981) 7 titoli nazionali

#### Ucraina
In Ucraina le squadre che vincono dieci campionati, compresi i vecchi campionati sovietici, hanno diritto a indossare la stella.
Al 2023 le squadre ucraine che possiedono la stella sono:
- Dinamo Kiev (1981, 2003 e 2025) 30 titoli nazionali (13 sovietici e 17 ucraini)
- Šachtar (2016-2017) 13 titoli nazionali

#### Ungheria
Nel massimo campionato ungherese viene assegnata una stella ogni 10 campionati vinti.
Al 2023 le squadre ungheresi che possiedono la stella sono:
- Ferencváros (1926-1927, 1967 e 2018-2019) 34 titoli nazionali
- MTK Budapest (1922-1923 e 1996-1997) 23 titoli nazionali
- Újpest (1969 e 1997-1998) 20 titoli nazionali
- Honvéd (1987-1988) 14 titoli nazionali

### Campionato mondiale di calcio

#### Maschile
Il Brasile fu la prima squadra nazionale che nel 1968, durante un tour in Europa, scese in campo con una maglia con due stelle al di sopra dello stemma della federazione brasiliana, salvo poi eliminarle durante lo svolgimento del campionato mondiale di calcio del 1970. Al termine di quella competizione, però, il Brasile decise di aggiungere tre stelle sopra il proprio stemma per celebrare la vittoria della loro terza Coppa del Mondo; l'Italia fece la stessa cosa nel 1982 e la Germania Ovest (poi Germania) fece altrettanto nel 1990. Nel 1994 il Brasile aggiunse una quarta stella. Dopo il campionato mondiale di calcio 1998 la FIFA regolarizzò l'utilizzo delle stelle consentendo a tutte le nazionali che hanno vinto almeno un titolo mondiale di apporre una stella per ogni titolo vinto. L'unica eccezione è l'Uruguay, che ha apposto quattro stelle sopra il suo stemma per indicare, oltre ai due trionfi mondiali, le due medaglie d'oro conquistate nei tornei olimpici di calcio del 1924 e del 1928: la FIFA, infatti, considera questi tornei come campionati mondiali "dilettantistici".
Al 2023 le 8 nazionali maschili che possiedono almeno una stella, quindi campioni del mondo, sono:
- Brasile (1958, 1962, 1970, 1994 e 2002)
- Uruguay (1924*, 1928*, 1930 e 1950)
- Italia (1934, 1938, 1982 e 2006)
- Germania (1954, 1974, 1990 e 2014)
- Argentina (1978, 1986 e 2022)
- Francia (1998 e 2018)
- Inghilterra (1966)
- Spagna (2010)

* Titoli olimpici equivalenti

#### Femminile

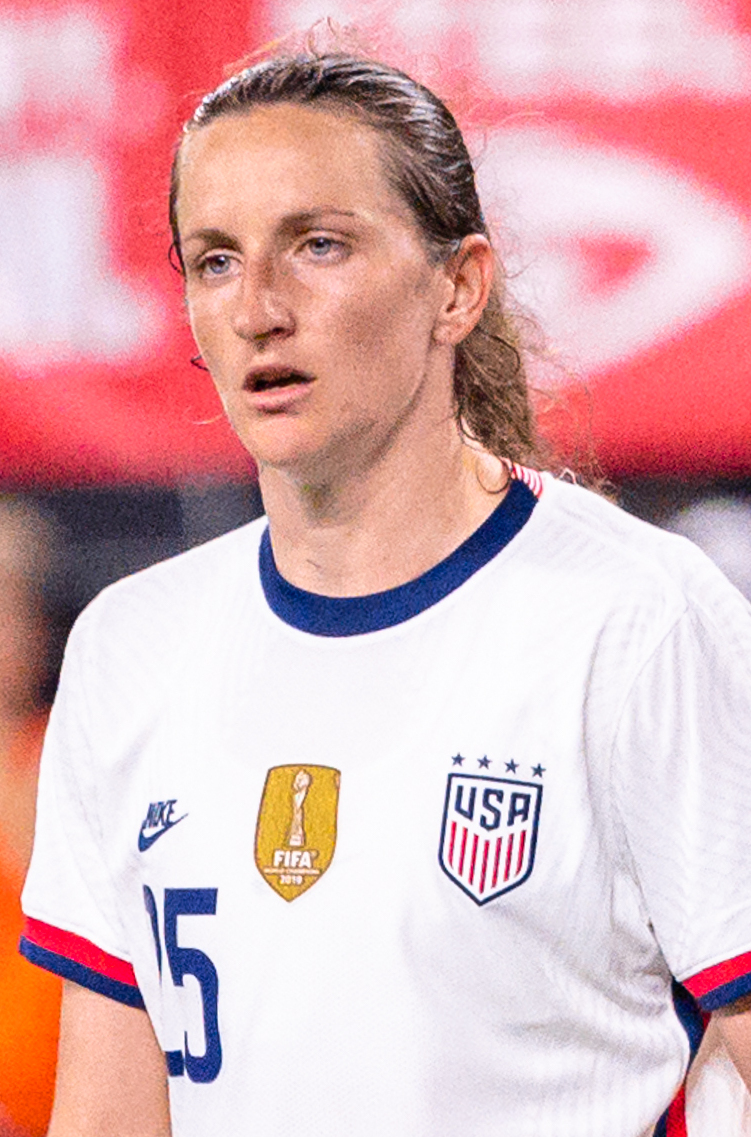
Le stelle sopra lo stemma della nazionale femminile statunitense

Al 2023 le 5 nazionali femminili che possiedono almeno una stella, quindi campioni del mondo, sono:
- Stati Uniti (1991, 1999, 2015 e 2019)
- Germania (2003 e 2007)
- Norvegia (1995)
- Giappone (2011)
- Spagna (2023)

### Coppa delle Nazioni Africane
Alcune delle nazionali africane si adornano della stella per simboleggiare la vittoria di una Coppa delle Nazioni Africane.
Tali nazionali, al 2023, sono:
- Egitto (1957, 1959, 1986, 1998, 2006, 2008 e 2010)
- Camerun (1984, 1988, 2000, 2002 e 2017)
- Ghana (1963, 1965, 1978 e 1982)
- Nigeria (1980, 1994 e 2013)
- Costa d'Avorio (1992, 2015 e 2023)
- RD del Congo (1968 e 1974)
- Algeria (1990 e 2019)
- Marocco (1976)
- Tunisia (2004)
- Zambia (2012)

### Coppa delle Nazioni Asiatiche
Sono tre le nazionali asiatiche che si adornano della stella per simboleggiare la vittoria di una Coppa d'Asia.
Tali nazionali, al 2024, sono:
- Giappone (1992, 2000, 2004 e 2011)
- Qatar (2019, 2023)
- Iraq (2007)

### Copa América
Soltanto una nazionale si adorna della stella per simboleggiare la vittoria di una Copa América, anche per evitare confusione con le vittorie mondiali delle tre più importanti nazionali sudamericane, Brasile, Argentina e Uruguay.
Tale nazionale, al 2023, è:
- Perù (1939 e 1975)

## Pallacanestro
La stella è un simbolo popolare anche nella pallacanestro. Dove non altrimenti specificato, viene assegnata in seguito alla vittoria di dieci titoli nazionali.

### Bosnia ed Erzegovina
In Bosnia ed Erzegovina, la stella viene assegnata per la vittoria in Eurolega. 
- Bosna Royal

### Cipro
- AEL Limassol

### Georgia
- Dinamo Tbilisi

### Grecia
In Grecia vengono assegnate due stelle ogni 10 campionati vinti.
- Panathīnaïkos
- Aris Salonicco

### Italia
- Olimpia Milano
- Virtus Bologna
- Pall. Varese

### Kosovo
- Pristina

### Paesi Bassi
- Heroes Den Bosch

### Serbia
In Serbia viene assegnata una stella ogni 10 campionati vinti, più una per ogni Eurolega.
- Partizan
- Stella Rossa

### Turchia
- Fenerbahçe

## Rugby
Nelle Isole britanniche, Francia e Irlanda la stella rappresenta una vittoria nella European Rugby Champions Cup, la massima competizione europea per club. In Italia e in Romania si assegna invece una stella in seguito alla conquista di 10 titoli nazionali.

### Francia
- Tolosa
- Tolone
- La Rochelle
- Brive

### Inghilterra
- Saracens
- Wasps
- Bath
- Exeter
- Northampton

### Irlanda
- Leinster[27]
- Munster
- Ulster

### Italia
- Amatori Milano
- Benetton
- Petrarca
- Rovigo

### Romania
- Steaua
- Dinamo Bucarest
- Griviţa